# Сичово (Куртамиський округ)
Сичо́во (рос. Сычёво) — присілок у складі Куртамиського округу Курганської області, Росія.
Населення — 188 осіб (2010, 236 у 2002).
Національний склад станом на 2002 рік:
- росіяни — 95 %